# Pteroceltis
Pteroceltis es un  género de plantas perteneciente a las cannabáceas. Contiene una sola especie: Pteroceltis tatarinowii Maxim.	

## Taxonomía
Pteroceltis tatarinowii fue descrito por Carl Johann Maximowicz y publicado en Bulletin Mensuel de la Société Linnéenne de Paris 1106. 1893.
Sinonimia
- Pteroceltis tatarinowii var. pubescens Hand.-Mazz.
- Ulmus cavaleriei H. Lév.[2]